# Mangkunegara VII

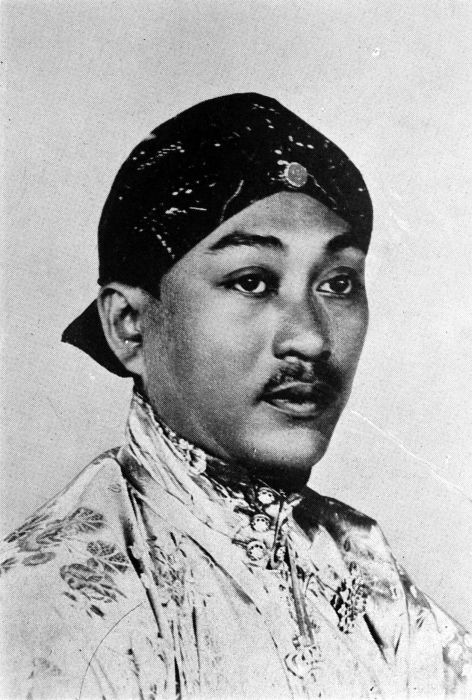
Mangkunegara VII

Mangkunegara VII (ook: Mangkunegara VII) was als zevende Pangeran Adipati Mangkunegara uit het geslacht der Kartasura een van de zelfregeerders, vorsten die vazallen van Nederland waren, op Java. De vorst regeerde over een vorstendom dat de Mangkunegaran werd genoemd. Hij was vazal van de susuhunan van Surakarta en regeerde van 1916 tot 1944.
De vorst stichtte een hospitaal in Surakarta en enige poliklinieken buiten de stad.
Het portret dat Isaac Israels in 1922 van hem maakte hangt in het Frans Halsmuseum in Haarlem.

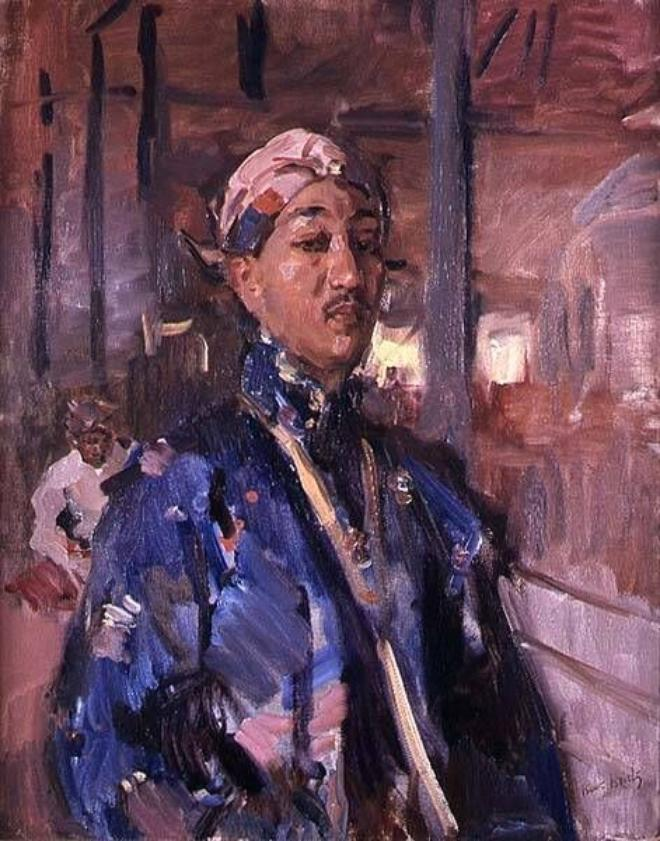
Portret door Isaac Israels (1922)